# 19 Batalion Celny

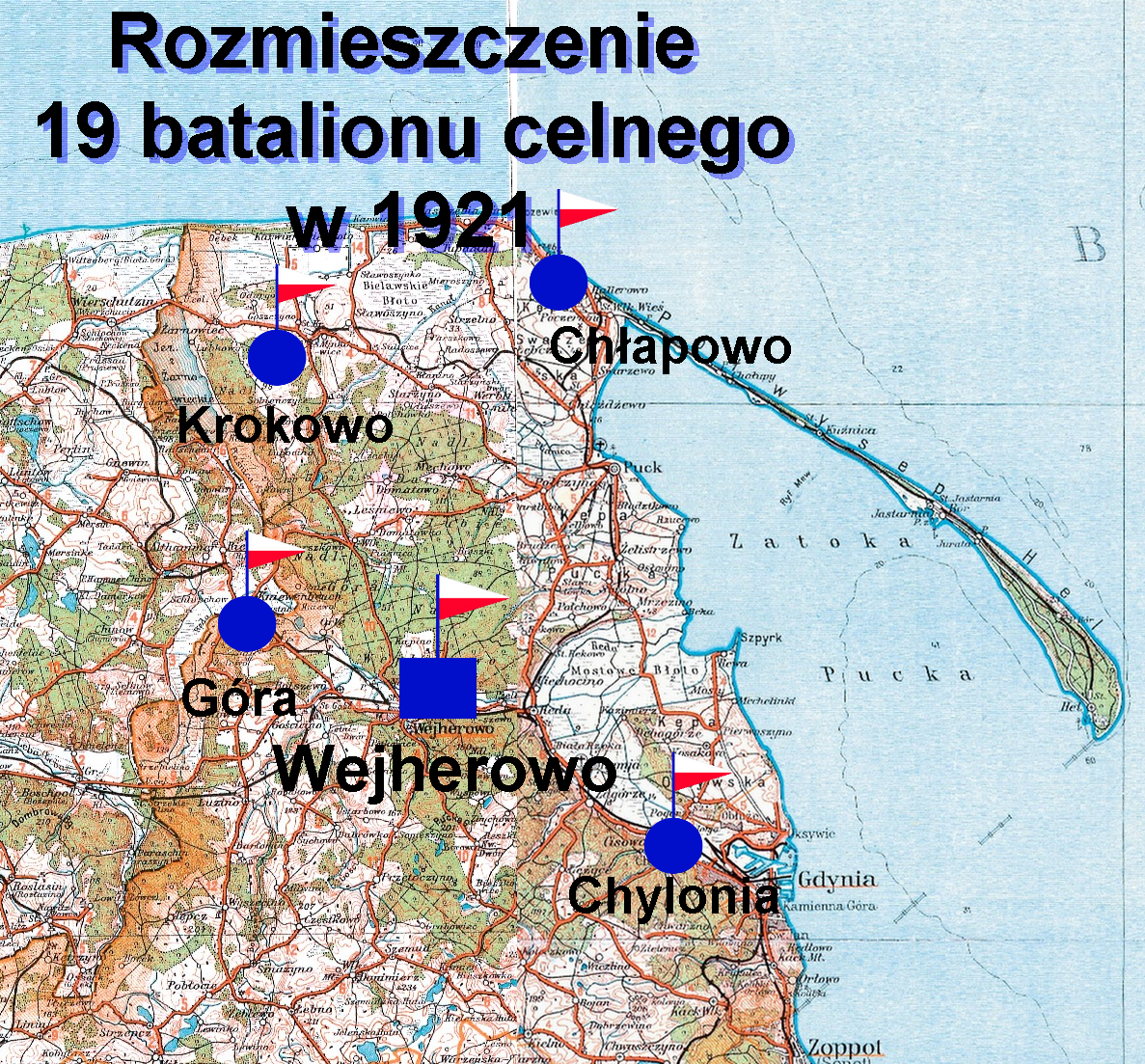
Szkic 19 bc „Wejherowo”

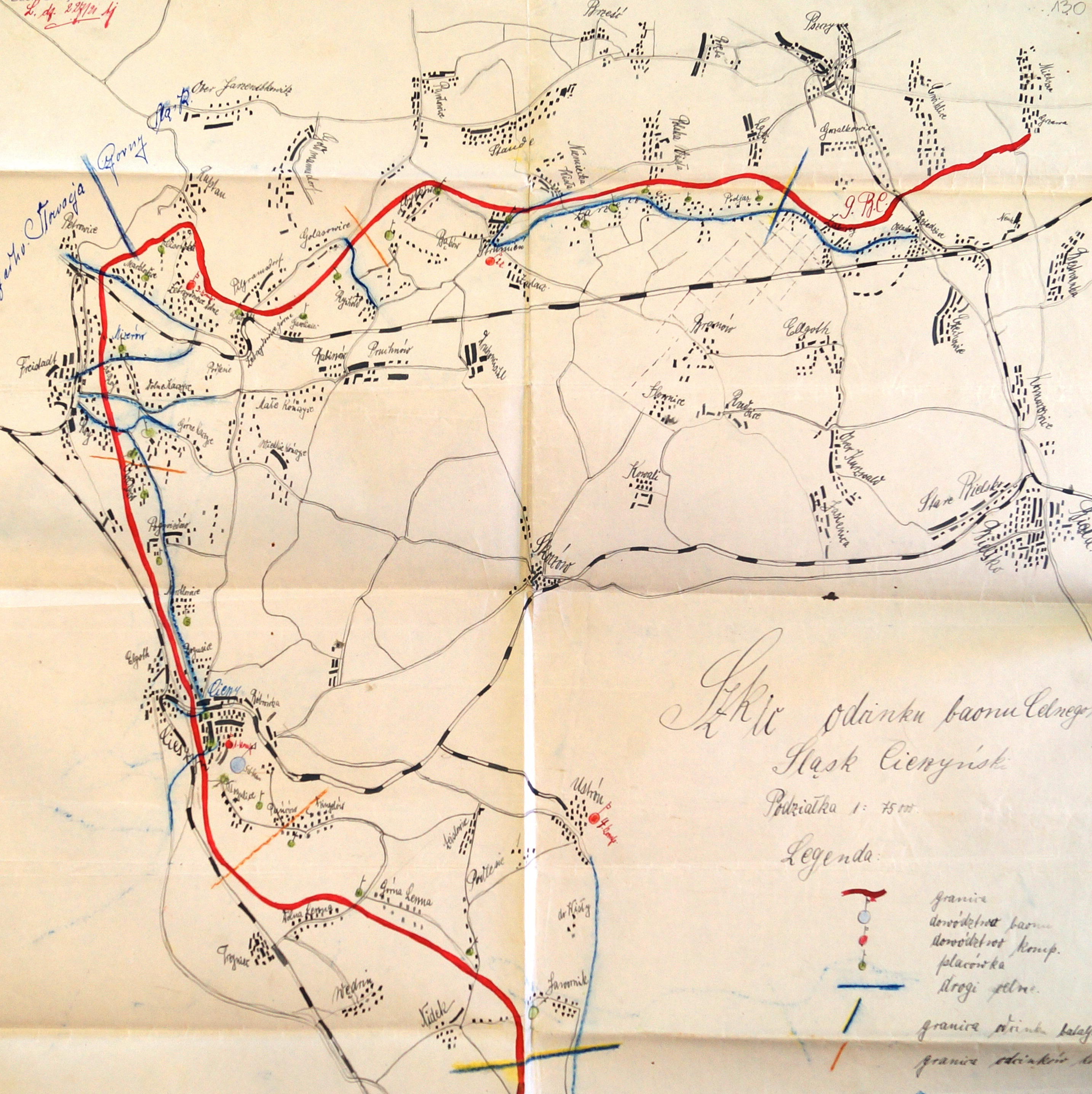
Szkic rozmieszczenia 19 bc „Cieszyn”

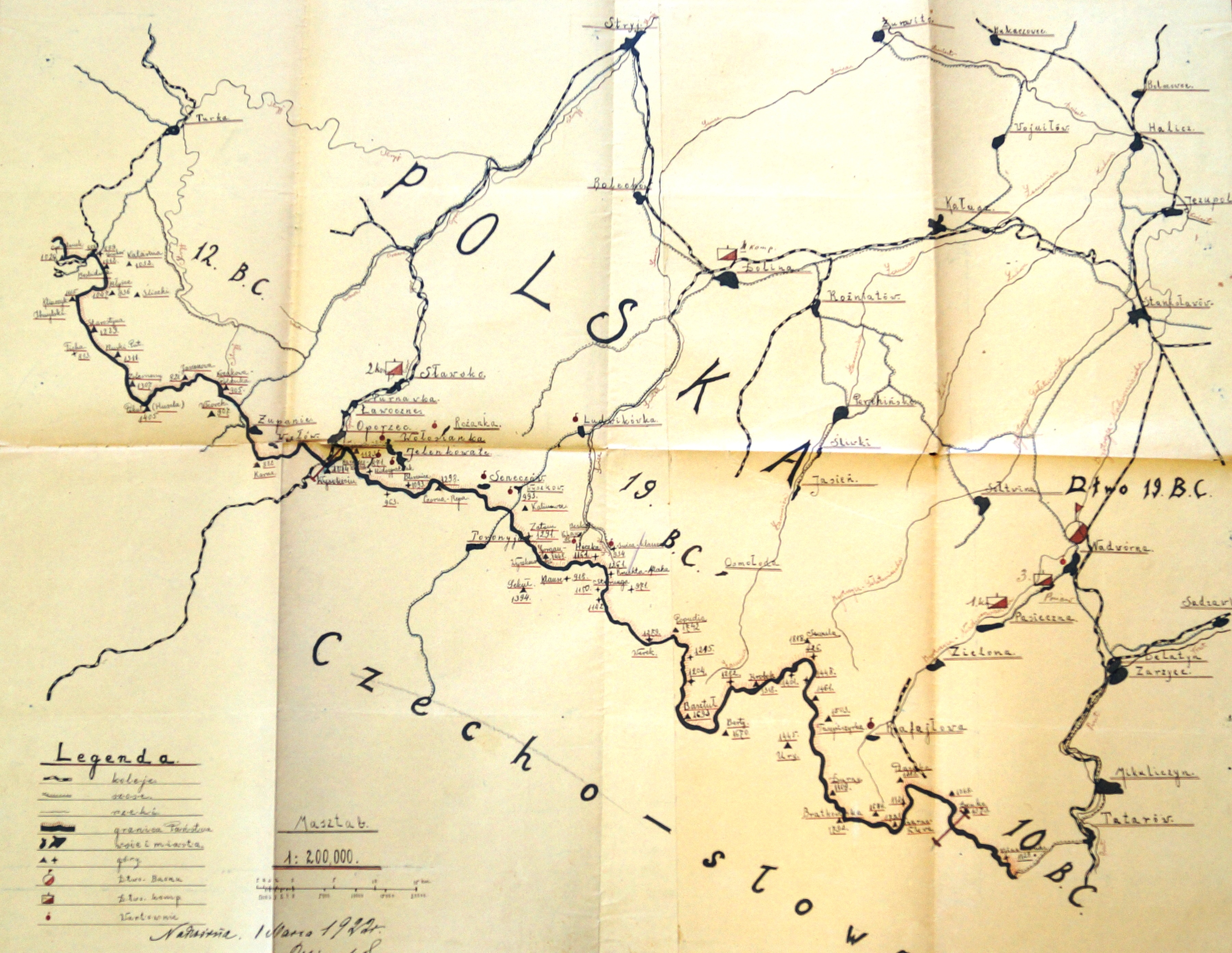
Szkic 19 bc „Nadwórna”

19 Batalion Celny – jednostka organizacyjna formacji granicznych II Rzeczypospolitej.

## Formowanie i zmiany organizacyjne
Na podstawie rozkazu Ministra Spraw Wojskowych nr 3046/Org z dnia 24 marca 1921 w miejsce batalionów wartowniczych i batalionów etapowych utworzone zostały bataliony celne. 19 batalion celny powstał w granicach DOG Pomorze, a zorganizowano go na bazie 1/VIII batalionu wartowniczego. Etat batalionu wynosił 14 oficerów i 600 szeregowych. Podlegał Komendzie Głównej Batalionów Celnych, a pod względem politycznym Ministrowi Spraw Wewnętrznych.
Mimo że batalion był w całym tego słowa znaczeniu oddziałem wojskowym, nie wchodził on w skład pokojowego etatu armii. Uniemożliwiało to jego uzupełnianie z normalnego poboru rekruta. Ministerstwo Spraw Wojskowych, zarówno przy ich formowaniu, jak i uzupełnianiu, przydzielało mu często żołnierzy podlegających zwolnieniu, oficerów rezerwy oraz szeregowców i oficerów zakwalifikowanych przez dowództwa okręgów generalnych jako nie nadających się do dalszej służby wojskowej. Rozkazem tajnym nr 10 z 7 października 1921, Komendant Główny Batalionów Celnych nakazał likwidację batalionów nr 14., 17. i 18. W myśl tego rozkazu 14 batalion celny miał przekazać swoją 4 kompanię, a 18 batalion celny swoją 1 kompanię do 19 batalionu celnego w Cieszynie. W dniu 28 października wszystkie kompanie rozformowywanych batalionów winny odejść do miejsc nowego przeznaczenia.
15 lutego 1922 19 batalion został zluzowany przez 17 batalion celny i niedługo potem przetransportowany do Nadwórnej.
19 batalion celny został zluzowany przez Straż Celną 30 lipca 1922 o 12:00 . W sierpniu został przeznaczony do wzmocnienia granicy wschodniej i przegrupowany z Nadwórnej do Korotycz do dyspozycji Wojewody Poleskiego. Zluzował pododdziały 1 batalionu celnego . Ten ostatni przeszedł do odwodu Komendy Głównej BC „celem gruntownego przeszkolenia i zdyscyplinowania”. Wykonując rozkaz Głównej Komendy Straży Granicznej nr 27 z 21 października 1922, w dniu 3 listopada komenda 19 batalionu SG została przeniesiona z Korotycz do Ozdamicz.
Wykonując postanowienia uchwały Rady Ministrów z 23 maja 1922, Minister Spraw Wewnętrznych rozkazem z 9 listopada 1922 zmienił nazwę „Baony Celne” na „Straż Graniczna”. Wprowadził jednocześnie w formacji nową organizację wewnętrzną. 19 batalion celny przemianowany został na 19 batalion Straży Granicznej.

## Służba celna
17 maja 1921 Główna Komenda Batalionów Celnych zarządziła zmiany dyslokacyjne batalionów. 19 batalion celny miał ochraniać odcinek granicy od Kolebki do Boszpola. Sztab batalionu rozlokowany miał być w Wejherowie.
Odcinek batalionowy podzielony był na cztery pododcinki, które obsadzały kompanie wystawiające posterunki i patrole. Posterunki wystawiano wzdłuż linii granicznej w taki sposób, by mogły się nawzajem widzieć w dzień. W tym zakresie batalion współpracował z posterunkami i patrolami Policji Państwowej. Współpraca polegała na tym, że te pierwsze wystawiały wzdłuż linii granicznej stale posterunki i patrole, natomiast policja tworzyła je w głębi strefy, poza linią graniczną. W zakresie ochrony granicy batalion podlegał staroście.
W kwietniu 1922 bataliony celne będące na terenie DOG Lwów otrzymały zadanie chronić w rejonie swojej odpowiedzialności wiadukty, mosty kolejowe i dworce. Zadanie taki otrzymał także 19 batalion celny w Nadwórnej.
Sąsiednie bataliony
21 batalion celny w Tczewie ⇔ 3 batalion celny w Kościerzynie – VI 1921

## Kadra batalionu
Dowódcy batalionu
| stopień | imię i nazwisko      | okres pełnienia służby | kolejne stanowisko |
| ------- | -------------------- | ---------------------- | ------------------ |
| kpt.    | Paweł Błaszkowski    | VI 1921                |                    |
| mjr     | Wincenty Dziewulski  | od X 1921              |                    |
| kpt.    | Robert Rubitzki      | od VI 1922             |                    |
| kpt.    | Aleksander Sturomski | od VIII 1922           |                    |

## Struktura organizacyjna
| Ordre de Bataille 19 batalionu celnego w Wejherowie na dzień 1 czerwca 1921 | Ordre de Bataille 19 batalionu celnego w Wejherowie na dzień 1 czerwca 1921 | Ordre de Bataille 19 batalionu celnego w Wejherowie na dzień 1 czerwca 1921 | Ordre de Bataille 19 batalionu celnego w Wejherowie na dzień 1 czerwca 1921 | Ordre de Bataille 19 batalionu celnego w Wejherowie na dzień 1 czerwca 1921 |
| kompanie                                                                    | 1. Chylonia                                                                 | 2. Chłapowo                                                                 | 3. Krokowo                                                                  | 4. Góra                                                                     |
| --------------------------------------------------------------------------- | --------------------------------------------------------------------------- | --------------------------------------------------------------------------- | --------------------------------------------------------------------------- | --------------------------------------------------------------------------- |
| dowódcy                                                                     | ppor. Marian Kabziński                                                      | por. Feliks Chociszewski                                                    | por. Zygmunt Baluk                                                          | por. Adam Staniszewski                                                      |
| placówki                                                                    | Chylonia                                                                    | Chłapowo                                                                    | Krokowo                                                                     | Góra                                                                        |
| placówki                                                                    | Orłowo                                                                      | Wielka Wieś                                                                 | Żarnowiec                                                                   | Tyłowo                                                                      |
| placówki                                                                    | Gdynia                                                                      | Rozewie                                                                     | Nadole                                                                      | Warszkowo                                                                   |
| placówki                                                                    | Mechlinki                                                                   | Ostrowo                                                                     | Kartoszyn                                                                   | Zamostne                                                                    |
| placówki                                                                    | Rzucewo                                                                     | Karwia                                                                      | Czymanowo                                                                   | Zelewo                                                                      |
| placówki                                                                    | Rewa                                                                        | Karwia Błota                                                                | Dębek                                                                       | Strzebielin                                                                 |
| Ordre de Bataille 19 batalionu celnego w Nadwornej na dzień 1 marca 1922    |                                                                             |                                                                             |                                                                             |                                                                             |
| kompanie                                                                    | 1. Pasieczna                                                                | 2. Sławsko                                                                  | 3. Pniów                                                                    | 4. Dolina                                                                   |
| dowódcy                                                                     | por. Wacław Teodorczyk                                                      | por. Robert Rubitzki                                                        | por. Zygmunt Baluk                                                          | por. Celma                                                                  |
| placówki                                                                    | Pasieczna                                                                   | Sławsko                                                                     | Pniów                                                                       | Dolina                                                                      |
| placówki                                                                    | Rafajłowa                                                                   | Hoszczowane                                                                 | Nadwórna                                                                    | Seneczów                                                                    |
| placówki                                                                    |                                                                             | Wolosianko                                                                  |                                                                             | Wyszków                                                                     |
| placówki                                                                    | Jelonkowate                                                                 | Beskid Klauza                                                               |                                                                             |                                                                             |
| placówki                                                                    | Rożanka                                                                     | Lwica Klauza                                                                |                                                                             |                                                                             |
| placówki                                                                    | Ludwikówka                                                                  |                                                                             |                                                                             |                                                                             |